# Sean-Magnus

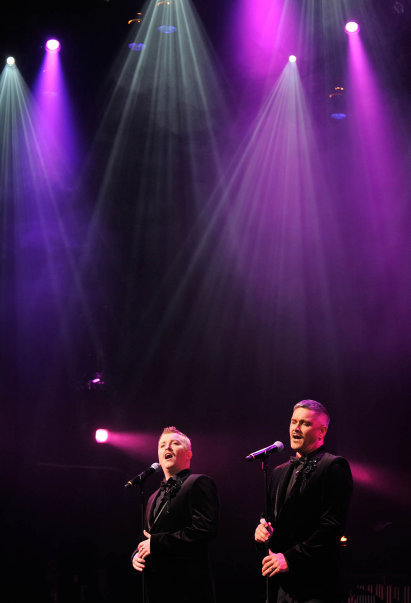
Sean-Magnus på scen 2014

Sean-Magnus är en svensk underhållningsduo bildad år 2009 av Sean Kelly och Magnus Skogsberg. Som Sean-Magnus uppträder de med musikaliska örhängen från musiker som Frank Sinatra, Barbra Streisand och olika pojkband varvat med berättelser om relationer.
Duon uppstod när Magnus Skogsberg sökte upp sångpedagogen Sean Kelly för att få lektioner. De upptäckte att de hade en gemensam smak och satte upp en show på restaurang Judys i Stockholm. Den första showen kallades Sean-Magnus Älskar Man och 2011 sattes den upp på Södra Teatern i Stockholm. Föreställningen sändes i SVT 6 augusti 2011 och har turnerat i Sverige.
Uppföljaren till showen kallades Sean-Magnus kommer igen och började visas på Södra Teatern våren 2013.